# Vânia Hernandes
Vânia Hernandes de Souza (São Paulo, 30 de junho de 1963) é uma jogadora de basquete brasileira. Conquistou medalha de ouro nos Jogos  Pan-americanos em Havana / Cuba.  Competiu no torneio feminino nos Jogos Olímpicos de 1992, realizados em Barcelona, na Espanha, onde o Brasil terminou em 7.º lugar.
Ela conquistou a medalha de prata na Copa América de 1989, no Brasil; a medalha de ouro nos Jogos Pan-Americanos de 1991, em Havana; duas medalhas de ouro em Campeonatos Sul-Americanos, a primeira no Brasil, em 1986, e depois no Chile, em 1989.
Vânia é filha do ex-jogador de futebol Roberto Hernandes e irmã da também jogadora de basquete, Vanira Hernandes.